# Навагрудски замък
Навагрудският (Миндовгски) замък (на беларуски: Навагрудскі замак) е укрепено каменно съоръжение от 11-17 век, чиито руини се намират край беларуския град Навагрудак. Той е резиденция на князете от Великото литовско княжество. Издигнат е на мястото на древно селище, върху висок, частично изкуствен хълм, на една от най-високите точки на Беларус, на 323 m надморска височина. Замъкът е обграден с крепостен ров. Фортификацията се състои от две площадки – Хълма на замъка, с останки от самия замък и Малкия замък с жилища. До средата на 18 век между стените му са се провеждали събирания на държавния сейм и сесии на Главния трибунал – висшия апелационен орган на великокняжеския съд В замъка многократно са посрещани крале и посланици..

## История
Първите укрепления, от началото на 11 до средата на 13 век, представляват кръгов отбранителен вал с разнообразни дървени конструкции, които са възобновявани минимум 5 пъти. Според една легенда, в средата на 13 век пред укреплението пристига Миндовг, боен сподвижник на убития навагрудски княз Владимир, който води шепа ранени войници, разбити след битка с балтите. Той е приютен зад стените на укреплението и след много дни бягство през горите, за първи е в безопасност. Навагрудското вече го провъзгласява за следващия княз, избирайки го като неутрална личност, далеч от дворцовите интриги. Така първият княз на Великото литовско княжество е коронован в Навагрудското укрепление. По-късно Миндовг обединява под своя власт земите на Навагрудка, източните територии на днешна Литва и част от Полоцките земи в една обща държава, която става основа на Великото литовско княжество. Във връзка с тези събития, град Навагрудак по право се приема като столица и ядро на новосъздаденото княжество.
По заповед на Миндовг, през втората половина на 13 век са изградени мощни дъбови укрепления с двойни стени. Тогава са издигнати замъкът и първата каменна кула. Днес тя се намира дълбоко под земята, на 7,5 метра, а върху нея е изградена нова, квадратна, тухлена кула, наричана Щитова или Централна. Тя служи като основа за следващите отбранителни елементи около замъка, който се изгражда на мястото на останките от дървените сгради на селището.
През 13 и 14 век нито един враг не успява да превземе крепостта. Ипатиевската летопис съобщава, че през 1274 година укреплението е щурмувано от волински и татарски войски, които не успяват да го превземат.
През септември 1314, голяма войска от кръстоносци, начело с Хенрих фон Плоцке, обсаждат замъка и го щурмуват с балисти. Рицарите опожаряват и разграбват околността, превръщайки я в пустиня. Тъй като първият щурм е неуспешен, кръстоносците се установяват на лагер около крепостта. На следващия ден започва нов щурм, но тъй като доспехите на нападателите са много тежки, те ги оставят в обоза и тръгват без тях. Обсадените отблъскват натиска с копия и стрели от лъкове и арбалети, и хвърлят огромни дървени трупи. Така атакуващите понасят значителни загуби. На помощ на обсадените пристига малък конен отряд под водачеството на кастелан Давид Гродненски. Те убиват 30-те защитника на обоза и в ръцете им попадат всички боеприпаси, 1500 бойни коне и целият багаж на врага. Откъсват кръстоносците от всички междинни станции за продоволствие, оставени от тях по обратния път. Рицарите снемат обсадата, изоставят ранените и започват спешно оттегляне. Поради липса на храна войската страда от глад, много от хората умират и у дома се завръща съвсем малка част.
Кръстоносците се решават да нападнат замъка отново чак през 1391 година. Отрядът, начело с Великия магистър на Тевтонския орден Конрад фон Валенрод, не успява да се изкатери с тежките си доспехи по стръмния хълм и се оттегля без да се стигне до бой. През 1394 година, нова войска, този път начело със следващия Велик магистър Конрад фон Юнгинген и маршал Вернер фон Тетингер, отново признава безсилието си да превземе непристъпния замък.
През 1422 година в замъка се провежда сватбената церемония между 60-годишния Владислав II Ягело и 17-годишната княгиня София Голшанска. София ражда на княза двама сина и така става родоначалник на династията Ягелони, крале на Полша и князе на Великото литовско княжество.
През 1505 година татарска войска, начело с Бити Гирей се появява под стените на Навагрудския замък. В техните редици са включени и турски еничари, обучени в щурмуване на подобни укрепления. Татарите, както обикновено почти нямат огнестрелно оръжие и са въоръжени само с лъкове, стрели, дълги аркани и саби. При щурмуването на крепостта турците използват стълби, стремят се да подпалят укрепленията и отчаяно пълзят нагоре, независимо от пушечния огън и града от стрели и камъни на защитниците. Под ръководството на войводата В. Гащолд и кмета на града Маскевич, замъкът устоява и нападателите се оттеглят. По същия начин приключват и новите опити на татарите през следващата 1506 година.
Ако се изключи обсадата на замъка от руснаците през 1535 година, завършила неуспешно, първата половина на 16 век за града и укреплението е спокойна. Това обаче се отразява отрицателно върху състоянието на крепостта, тъй като кралската власт престава да се интересува от нея. Намирайки се далеч от държавните граници Навагрудка постепенно губи стратегическото си значение и бавно започва да се руши.
По времето на Руско-Полските войни от 1654 – 1667 година, руските войски два пъти превземат крепостта. През 1655 година в града влизат казаците на хетман Иван Золотаренко, а селището и замъкът са силно пострадали. Частично възстановено, укреплението е завзето отново през 1660 година от руската армия на Андрей Ховански. Този път замъкът е превзет без бой, предаден от военния гарнизон, който не получава навреме дължимата заплата от полския крал.
При тези войни замъкът претърпява значителни разрушения. Напълно унищожени са кулите Шахтовата, Градската, Малката и Посадската. Окончателен удар по стените на замъка нанасят шведите по време на Великата северна война. В началото на 20 век от горната част на замъка остават само три кули – Наблюдателната, Щитовата и Костелната. През целия 19 век замъкът е подложен на разруха, като първо са унищожени останките от Наблюдателната кула, а през 1906 година рухва и Костелната. През Първата световна война се срива и южната стена на Щитовата кула. Великата северна война

## Архитектура
Строителството на укрепленията става на няколко етапа. Първият започва през 14 век, когато укреплението е подсилено с тухлени зидове. В края на 14 и началото на 15 век, когато Литовското княжество се подготвя за отпор срещу рицарите на Тевтонския орден, са построени 4 кули. Това са Щитовата, Костелната, Малката с градска порта и Посадската, които се съединяват помежду си с нови крепостни стени. С това този етап от строителството приключва.
Вторият завършва през 1410 година и е свързан с издигането в подножието на планината на Шахтовата кула, която е изградена над един от изворите на западния склон на хълма. Към нея се прави таен вход в замъка и се прокарва специален проход към водата. Благодарение на това Навагрудският замък успява да устои на щурмовете на войската на Галичко-Волинското княжество, на татарите, на многочислените нападения на кръстоносците и на редица други армии.
Следващият етап се провежда в края на 15 и началото на 16 век. Във връзка с набезите на перекопските татари, укрепителните работи по замъка продължават. В северозападната му част е издигната Наблюдателната кула, която е свързана чрез нова стена към Щитовата. На югоизточния склон е изградена и Градската кула, с порта за изход, която е свързана с нова стена с Шахтовата и Малката. В резултат са получени два многоъгълни отбранителни пояса, единият от които се намира на върха, а другият извива по склона на хълма. През 16 век Навагрудският замък вече има 7 кули и се превръща в едно от най-мощните укрепления на територията на Беларус.
В северна и северозападна посока замъкът е защитен допълнително. Там се намира голям земен вал и отбранителен ров с ширина до 30 метра и дълбочина до 4 m. На насипа са изградени допълнителни дървени отбранителни съоръжения, които са сериозна преграда по пътя на щурмуващия противник.

### Първата каменна кула
Най-древната кула, тази от 13 век съществува до края на века. Тя е изградена в северната част, близо до входа така, че да затвори пръстена на земния вал, като се издава леко напред. Отнася се към типа кули, чийто представител е Каменецката кула в град Каменец, Беларус. За разлика от нея обаче, Навагрудската е изградена от големи дялани камъни на варов разтвор. В план формата ѝ е почти квадратна с размери 12х12 метра и фундамент с височина 3,5 метра. Камъните, които са използвани за основите, имат размери до 1 m и са слабо обработени, а отворите между тях са попълнени с варов разтвор. Фундаментът е отделен от стената с 30-сантиметров цокъл, като някъде зидарията е съхранена до 4 метра височина. Стените са иззидани със старателно обработени камъни със среден размер, добре прилягащи един към друг. Фугите между тях са запълнени с фин чакъл, а някъде се срещат и парчета тухли, запечатани с вар. 
Предполага се, че кулата е издигната от местни майстори, тъй като по онова време каменната зидария е много добре известна в района. Ползван е местен камък, който е добре познат на строителите.

### Щитова кула
В историческите документи тази кула е наречена Щитова, Щитовка или Централна. Старата каменна кула, която играе основна роля в защитата на замъка претърпява сериозни разрушения. Затова през 14 век на нейно място е издигната нова, но тухлена кула. Наречена е Щитова и тя наистина пази като щит средновековния замък. Тъй като за основи са ползвани останките от древната кула, тя също има приблизително квадратна форма. Размерите ѝ са малко по-малки от тези на старата – 11,4х12,4 m. Дебелината на стените на първия етаж е 2,75 m, а на втория – 2,6 m. Новата кула е 5-етажна, достига височина 25 метра и е построена със застъпване на гредите. Покрита е първо с плочи, които по-късно са заменени с каменни шинди. Съоръжението има форма на стесняваща се нагоре четиристранна призма.
Външната и вътрешната стена са прорязани от бойници, които на върха си завършват с полукръгли арки. Към двора пространството пред тях се разширява, а самите бойници са закривани отвътре с дъбови греди. В дебелината на южната стена е вградено стълбище, достигащо до върха на кулата. Тухлените стъпала започват от югозападния ъгъл и водят до всеки от етажите. Вероятно вътре в кулата са съществували и дървени стълби за ежедневно ползване. На източната стена, на нивото на четвъртия етаж са запазени останки от малък еркер, на който е висяла камбана за предупреждение на населението в случай на опасност.

### Костелна кула
Скоро след издигането на Щитовата кула започват сериозни строителни работи по укрепленията, свързани с подготовката за отпор на кръстоносците от Тевтонския орден. На изток от Щитовата кула, над висок и стръмен склон, е издигната Костелната кула. Останките от нея са разкрити при археологически разкопки през 1924 – 1925 година. Тя има формата на призма, а основата ѝ е квадрат с размери 9х9 метра. На всеки три реда са изградени по 4 бойници, които по форма, размери и очертание приличат на тези в Щитовата кула. Издигната е върху надежден фундамент с дълбочина 3 метра, иззидан от големи, груби, необработени камъни.
На височина от 4 метра кулата е изградена от камък, а по-нагоре – от едри тухли. Дебелината на стените в долната чест е 2,15 m, като постепенно се стесняват към върха. Новата стена, която свързва Костелната с Щитовата кула е дълга 30 метра и има дебелина 2 m.
В източна посока от Костелната кула, по стръмен планински склон, е изградена 80-метрова каменна стена. Заради силния наклон на терена стената е подпряна с контрафорси, които са добавени в по-късно време. Конструктивно стената съединява Костелната кула с Малката.

### Малка кула
Руините на тази кула са открити по време на археологическите разкопки в периода 1924 – 1925 година. В план тя има правоъгълна форма със страни 8х10 метра. Дебелината на стените и е 2 m. В Малката кула, от дъбови трупи, е изградена входна порта, чиито крила влизат в специални отверстия в дебелината на стената. Светлият отвор на портата е с ширина 1,6 метра и височина 3 m. Достъпът до нея откъм улицата става по тухлени стъпала.
Вляво от кулата, откъм двора, в стената се намира отвори за конзолни греди, върху които е лежала площадката на бойна галерия. До нея се е изкачвала дървена стълба, а през тесен отвор с ширина 94 cm от площадката се стига до втория етаж във вътрешността на кулата.
Съдейки по размерите се предполага, че Малката кула е била само на 3 етажа. За външния ѝ вид не може да се каже нищо конкретно, но вероятно е била много подобна на Костелната. В края на 20-те години на миналия век, след като руините на кулата са напълно разкопани, са проведени предварителни консервационни работи и стените ѝ са частично възстановени.

### Посадска кула
На запад от Малката кула върви най-дебелата каменна стена на укреплението. Дължината ѝ е 70 метра, а дебелината – 2,6 m. Тя опира в Посадската кула, която обикновено първа поема ударите на завоевателите. Дебелината на стените ѝ също е 2,6 m, а основата представлява квадрат с размери 7,7х7,7 m. В нея води проход с ширина 1,5 метра. За външния ѝ вид също няма никаква информация, тъй като е била разрушена до основи. Известно е само, че вляво, в непосредствена близост до стената, се е намирала оръдейна бойница за допълнително подсилване на мощта на отбраната. Ширината ѝ е достигала до 1 метър, а височината – да 1,3 m.
Стената, която върви от Посадската кула към северния край на хълма, е прекъсната от дървени укрепления, разположени в самия северозападен край. Според археологическите данни, те са съществували на това място до края на 15 век. Присъствието им се обяснява с тактически изгодното местоположение на съответния отбранителен участък, а фактът че са дървени – на високата цена на каменната зидария. На изток 50-метровият земен вал достига до 5 метра височина и защитава Щитовата кула, като надеждно я фланкира с огъня си. От север валът се отбранява от още един, по-ниско разположен вал, от рова пред замъка и планината. Стръмните и склонове, в продължение на 50 метра и на височина 27 m, достигат до 60 градуса наклон. Към силната отбрана се добавят и стените с височина не по-малко от 3 метра.

### Шахтова кула
Проблемът с водоснабдяването винаги е стоял пред строителите на средновековните градове и замъци. Според исторически източници, често капитулацията на обсадените градове става именно поради липса на питейна вода. В Навагрудския замък, издигнат на висок хълм, не съществуват кладенци, но на източния склон се намират няколко силни извора. Шахтовата кула е построена над един от тях за да се осигури снабдяването на вода в случай на продължителна обсада.
В план кулата има квадратна форма с размери 8х8 метра. От цокъла нагоре тя е облицована с големи квадратни тухли с дебелина 35 cm. Зидарията на стените е от камък и вар, изпълнена по балтийски (вендски) маниер – редуват се две тухли, поставени по дългата си стена, и една – напречно, по късата. Основите стигат на дълбочина 2,5 метра и са изработени от големи, груби, каменни блокове, а фугите им са запълнени с вар. От кулата надолу по склона е изградена каменна стена, която се съединява с укрепленията на замъка. В двуметровата дебелина на стените е прокаран таен проход към водата, прикрит със свод, чиято ширина не надвишава 1 m.

### Наблюдателна кула
През 16 век сложната външнополитическа обстановка дават начало на нов етап в строителството на замъците във Великото литовско княжество. Ново строителство започва и в Навагрудския замък – в северозападната част на укреплението започва изграждането на могъщата, каменна Наблюдателна кула. В план тя е квадратна с дължина на стените 14х14 метра и мощен 4-метров фундамент от камък и тухли, иззидан с поясна зидария. В по-ниската част на кулата са оставени стъпаловидни бойници, разчетени за пушечна стрелба. Съдейки по внушителните размери на основите, височината на кулата е била най-малко колкото тази на Щитовата, или даже по-голяма.
Едновременно с Наблюдателната кула, между нея и Щитовата се изгражда отбранителна стена с дебелина 2 метра и дължина 51 m. По този начин се затваря пръстенът от каменни укрепления, и окончателно отпадат всички стари, дървени, защитни ограждения.

### Градска кула
Качественото изменение на артилерията в началото на 16 век и усъвършенстването на обсадната техника, правят недостатъчно надеждна Малката кула с портата на замъка. Фланговият огън от Шахтовата кула вече не е гаранция за достатъчна защита при пряк щурм на портата, която остава най-важният и ключов участък за отбраната на крепостта. В началото на 16 век това става причина за изграждането на още една, Градската кула, на югоизточния склон на планината. Тя трябва да защитава подстъпите към замъка откъм града, който под негова защита бързо се разраства – изникват нови квартали и се появяват профилирани улици, населени със занаятчии с една и съща професия.
Градската кула, в която също е оставена порта, съединява стените между Шахтовата и Малката кула и се превръща в своеобразен център на долния отбранителен пояс. Тези укрепления силно повишават фортификационните качества на Навагрудския замък. За да се влезе в замъка вече трябва да се мине не през една, а през две порти. Целият път между тях може лесно да бъде подложен на обстрел при проникване на врага. Истинските размери на тази кула остават неизвестни, но вероятно е приличала на традиционните за това време кули с порти.

### Фортификация на „Малкия замък“
Фортификацията на Малкия замък представлява втората линия от укрепления, обхващаща жилищната част на града. В западната ѝ част някога се е намирала силна защитна кула с правоъгълна форма с размери 12,3х10,9 и дебелина на стените 2,6 метра. Тя е построена в края на 13 и първата половина на 14 век от местни камъни и тухли. Изградена над древния вход към „Малкия замък“, кулата застрашително се издига над стръмния планински склон. Заобиколена е от земен насип с дървени стени на него и преживява всички нападения, сполетели града. Няколко пъти кулата е била реконструирана, но през 16 – 17 век тя е полуразрушена и материалите от нея са разграбени. Ремонтирана е отново, като над фундамента е изградена 8-стенна тухлена кула. Тя съществува до средата на 17 век, когато отново е разрушена, а строителните материали от нея са използвани за строеж на вятърна мелница.

### Църковен храм
През 15 век в двора съществува каменен храм, който в началото представлява едноапсидна сграда без колони. По-късно под купола са допълнени 4 колони с формата на кръст. С няколко пристройки църквата е увеличена като размери и приема вида на бароков храм с една камбанария. Предполага се, че това е била църквата „Свети Михаил“, известна от писмени източници от 16 – 17 век. До 1775 година в нея се провеждат сесиите на трибунала, висшия апелационен съд на Великото литовско княжество.
През 14 век на север от храма, е изграден двуетажен каменен дворец с размери 8х8 метра. Сградата просъществува до средата на 17 век. В историята на архитектурата на Беларус тези две сгради заемат особено място, тъй като аналогични паметници от онова време не са известни в други градове.

## Легенди
Една от многобройните легенди, свързани с Навагрудския замък, се отнася до нападението на тевтонските рицари. Когато те обграждат града, литовският княз Литавор, опасявайки се за живота си, решава да предаде крепостта на враговете. Съпругата му Гражина, тайно от него, се преоблича в доспехите му и повежда на бой обсадената войска. Князът се втурва на помощ на младия, неизвестен рицар и тевтонците са разбити, но Гражина загива в боя. Какво било учудването на княза, когато, повдигайки забралото на шлема на убития войн, вижда лицето на жена си. В чест на нейния подвиг, езерото, намиращо се в близост до замъка е наречено Литовка.

## Съвременно състояние
До наши дни са достигнали само руините на Щитовата и Костелната кула, които са популярна туристическа дестинация в Беларус. Чак през 1921 година развалините на замъка са взети под закрилата на държавата. В периода 1922 – 1930 година се провеждат частични консервационни работи по оцелелите стени, а тези на Костелната кула са доизградени съвсем наново. През 1956 година отново започват археологически разкопки. След проведени хидрологични, архитектурни и инженерни проучвания, консервацията на руините на замъка започва в началото на 2000-те години. Те обаче са проведени частично, поради недостиг на финансови средства. Съгласно програмата „Беларуски замъци“ за периода 2014 – 2015 година е запланувана консервация на развалините и частична реконструкция на Щитовата кула. За изпълнението на програмата отговарят Гродненският областен изпълком и Навагрудският районен изпълком.
На територията на замъка днес редовно се провежда празникът на беларуската култура. Особена популярност са придобили провежданите ежегодни рицарски турнири и фестивали – с битки под стените и рицарски двубои.